# كأس البرتغال 1943–44
كأس البرتغال 1943–44 هو الموسم 6 من كأس البرتغال. كان عدد الأندية المشاركة فيه 16، وفاز فيه .